# Denis Drăguș
Denis Mihai Drăguș (Bucarest, 6 luglio 1999) è un calciatore rumeno, attaccante dell'Eyüpspor, in prestito dal Trabzonspor, e della nazionale rumena.

## Biografia
È figlio dell'ex calciatore Mihai Drăguș.

## Caratteristiche tecniche
Alto 185 cm, è di ruolo un attaccante e solitamente ricopre la posizione di punta centrale, il suo piede forte è il destro di piede, benché possa far ricorso anche al sinistro quando tenta la conclusione. Calcia con potenza e sfrutta il tiro principalmente dalla media distanza.
Nell'estate del 2019 viene indicato dall'UEFA come uno dei 50 giovani più promettenti per la stagione 2019-2020.

## Carriera

### Club
Cresciuto nelle giovanili dell'Academia Hagi, poi Viitorul Costanza, vince la Coppa di Romania. Durante l'edizione 2018-2019 del campionato segna una rete sia contro il Gaz Metan che contro il Voluntari vincendo entrambi i match per 2-0, realizza un gol battendo per 4-1 il Dinamo Bucarest, la sua rete decide la vittoria su 1-0 contro il Dunărea Călărași, con lo stesso risultato si conclude la partita contro il Botoșani dove Lyes Houri segna la rete vincente grazie al passaggio di Drăguș.
Il 7 agosto 2019 per 1 milione e 800 mila euro viene ceduto e si trasferisce allo Standard Liegi. Tuttavia in Belgio inizialmente trova poco spazio, indi per cui il 15 settembre 2020 si trasferisce in prestito al Crotone, e il 26 gennaio 2023 viene acquistato dagli italiani del Genoa, in prestito con diritto di riscatto benché la sua esperienza in Italia non abbia dato grandi risultati.
Con la maglia dello Standerd Liegim, nell'edizione 2021-2022 della Jupiler Pro League segna sei reti: sigla un gol nel pareggio per 2-2 contro l'OH Lovanio, realizza la rete del 1-1 pareggiando contro l'Anderlecht, grazie al gol di Drăguș la squadra batte per 1-0 il Beerschot, inoltre segna la rete del 2-0 sconfiggendo il KAS Eupen, tra l'altro per merito del suo passaggio Selim Amallah segna la rete del 1-0 battendo l'Ostenda. Nella prima metà della stagione 2022-2023 colleziona 13 presenze in partite da titolare schierato dall'inizio e 6 in partite da subentrato, con uno score di 4 goals realizzati, risultando momentaneamente il miglior realizzatore dello Standard Liegi: è autore di una rete nel successo per 2-1 contro il Sint-Truiden, segna un gol vincendo per 3-0 contro l'Anversa, inoltre realizza il gol del 1-0 sconfiggendo l'Ostenda.
Nel 2023 inizia a militare nel Gaziantep, durante la Süper Lig segna quattordici gol, è autore di una rete battendo per 2-1 il Samsunspor, sigla una rete sia contro l'Alanyaspor che contro il Karagümrük vincendo entrambe le partite per 3-0, segna il gol del 2-0 vincendo contro il Beşiktaş, riesce a mettere a segno una doppietta battendo prima l'İstanbulspor per 3-1 e poi l'Adana Demirspor per 6-1.

### Nazionale
È stato convocato ed ha giocato per le nazionali Under 18, Under 19, Under 21, e nazionale maggiore. 
Ha esordito con la nazionale rumena il 10 settembre 2018, nella partita di Nations League pareggiata per 2-2 contro la Serbia. Nel 2019 avrebbe dovuto partecipare all'Europeo Under-21, ma non ha potuto a causa di un infortunio. Nell'autunno 2022 gioca in nazionale maggiore due partite amichevoli: la prima contro la Slovenia dove segna il suo primo gol con la maglia della Romania perdendo per 2-1, mentre la seconda partita vede come avversaria la Moldavia ottenendo una vittoria per 5-0 dove Drăguș sigla la seconda rete.
Viene convocato per l'Europeo 2024 dove segna il gol del 3-0 sconfiggendo l'Ucraina.

## Statistiche

### Presenze e reti nei club
Statistiche aggiornate al 26 maggio 2024.
| Stagione                 | Squadra                  | Campionato               | Campionato | Campionato | Coppe nazionali | Coppe nazionali | Coppe nazionali | Coppe continentali | Coppe continentali | Coppe continentali | Altre coppe | Altre coppe | Altre coppe | Totale | Totale | Totale |
| Stagione                 | Squadra                  | Comp                     | Pres       | Reti       | Comp            | Pres            | Reti            | Comp               | Pres               | Reti               | Comp        | Pres        | Reti        | Pres   | Reti   |        |
| ------------------------ | ------------------------ | ------------------------ | ---------- | ---------- | --------------- | --------------- | --------------- | ------------------ | ------------------ | ------------------ | ----------- | ----------- | ----------- | ------ | ------ | ------ |
| 2015-2016                | Viitorul Costanza        | L1                       | 0          | 0          | CR+CdL          | 1+0             | 0               | -                  | -                  | -                  | -           | -           | -           | 1      | 0      |        |
| 2017-2018                | Viitorul Costanza        | L1                       | 7+7        | 0+1        | CR              | 1               | 1               | UEL                | 1                  | 0                  | -           | -           | -           | 16     | 2      |        |
| 2018-2019                | Viitorul Costanza        | L1                       | 31         | 7          | CR              | 3               | 0               | UEL                | 4                  | 4                  | -           | -           | -           | 38     | 11     |        |
| lug.-ago. 2019           | Viitorul Costanza        | L1                       | 1          | 0          | -               | -               | -               | UEL                | 1                  | 0                  | -           | -           | -           | 2      | 0      |        |
| Totale Viitorul Costanza | Totale Viitorul Costanza | Totale Viitorul Costanza | 46         | 8          |                 | 5               | 1               |                    | 6                  | 4                  |             | -           | -           | 57     | 13     |        |
| ago. 2019-2020           | Standard Liegi           | PL                       | 2          | 0          | CB              | 1               | 0               | UEL                | 0                  | 0                  | -           | -           | -           | 3      | 0      |        |
| 2020-2021                | Crotone                  | A                        | 9          | 0          | CI              | 0               | 0               | -                  | -                  | -                  | -           | -           | -           | 9      | 0      |        |
| 2021-2022                | Standard Liegi           | PL                       | 28         | 6          | CB              | 2               | 0               | -                  | -                  | -                  | -           | -           | -           | 30     | 6      |        |
| 2022-gen.2023            | Standard Liegi           | PL                       | 19         | 4          | CB              | 2               | 0               | -                  | -                  | -                  | -           | -           | -           | 21     | 4      |        |
| gen.giu. 2023            | Genoa                    | B                        | 5          | 0          | CI              | -               | -               | -                  | -                  | -                  | -           | -           | -           | 5      | 0      |        |
| ago.-set.2023            | Standard Liegi           | PL                       | 6          | 1          | CB              | 0               | 0               | -                  | -                  | -                  | -           | -           | -           | 6      | 1      |        |
| Totale Standard Liegi    | Totale Standard Liegi    | Totale Standard Liegi    | 55         | 11         |                 | 3               | 0               |                    | 0                  | 0                  |             | -           | -           | 58     | 11     |        |
| set. 2023-2024           | Gaziantep                | SL                       | 32         | 14         | TK              | 3               | 1               | -                  | -                  | -                  | -           | -           | -           | 35     | 15     |        |
| Totale carriera          | Totale carriera          | Totale carriera          | 147        | 33         |                 | 11              | 2               |                    | 6                  | 4                  |             | -           | -           | 164    | 39     |        |

### Cronologia presenze e reti in nazionale
| Cronologia completa delle presenze e delle reti in nazionale ― Romania | Cronologia completa delle presenze e delle reti in nazionale ― Romania | Cronologia completa delle presenze e delle reti in nazionale ― Romania | Cronologia completa delle presenze e delle reti in nazionale ― Romania | Cronologia completa delle presenze e delle reti in nazionale ― Romania | Cronologia completa delle presenze e delle reti in nazionale ― Romania | Cronologia completa delle presenze e delle reti in nazionale ― Romania | Cronologia completa delle presenze e delle reti in nazionale ― Romania |
| Data                                                                   | Città                                                                  | In casa                                                                | Risultato                                                              | Ospiti                                                                 | Competizione                                                           | Reti                                                                   | Note                                                                   |
| ---------------------------------------------------------------------- | ---------------------------------------------------------------------- | ---------------------------------------------------------------------- | ---------------------------------------------------------------------- | ---------------------------------------------------------------------- | ---------------------------------------------------------------------- | ---------------------------------------------------------------------- | ---------------------------------------------------------------------- |
| 10-9-2018                                                              | Belgrado                                                               | Serbia                                                                 | 2 – 2                                                                  | Romania                                                                | UEFA Nations League 2018-2019 - 1º turno                               | -                                                                      | 61’                                                                    |
| 14-10-2018                                                             | Bucarest                                                               | Romania                                                                | 0 – 0                                                                  | Serbia                                                                 | UEFA Nations League 2018-2019 - 1º turno                               | -                                                                      | 45+3’                                                                  |
| 23-9-2022                                                              | Helsinki                                                               | Finlandia                                                              | 1 – 1                                                                  | Romania                                                                | UEFA Nations League 2022-2023 - 1º turno                               | -                                                                      | 79’                                                                    |
| 17-11-2022                                                             | Cluj-Napoca                                                            | Romania                                                                | 1 – 2                                                                  | Slovenia                                                               | Amichevole                                                             | 1                                                                      | 34’ 73’                                                                |
| 20-11-2022                                                             | Chișinău                                                               | Moldavia                                                               | 0 – 5                                                                  | Romania                                                                | Amichevole                                                             | 1                                                                      | 46’                                                                    |
| 12-10-2023                                                             | Budapest                                                               | Bielorussia                                                            | 0 – 0                                                                  | Romania                                                                | Qual. Euro 2024                                                        | -                                                                      | 77’                                                                    |
| 18-11-2023                                                             | Felcsút                                                                | Israele                                                                | 1 – 2                                                                  | Romania                                                                | Qual. Euro 2024                                                        | -                                                                      | 65’                                                                    |
| 21-11-2023                                                             | Bucarest                                                               | Romania                                                                | 1 – 0                                                                  | Svizzera                                                               | Qual. Euro 2024                                                        | -                                                                      | 72’                                                                    |
| 26-3-2024                                                              | Madrid                                                                 | Colombia                                                               | 3 – 2                                                                  | Romania                                                                | Amichevole                                                             | -                                                                      | 57’                                                                    |
| 4-6-2024                                                               | Bucarest                                                               | Romania                                                                | 0 – 0                                                                  | Bulgaria                                                               | Amichevole                                                             | -                                                                      | 61’                                                                    |
| 7-6-2024                                                               | Bucarest                                                               | Romania                                                                | 0 – 0                                                                  | Liechtenstein                                                          | Amichevole                                                             | -                                                                      | 76’                                                                    |
| 17-6-2024                                                              | Monaco di Baviera                                                      | Romania                                                                | 3 – 0                                                                  | Ucraina                                                                | Euro 2024 - 1º turno                                                   | 1                                                                      | 75’                                                                    |
| 22-6-2024                                                              | Colonia                                                                | Belgio                                                                 | 2 – 0                                                                  | Romania                                                                | Euro 2024 - 1º turno                                                   | -                                                                      | 81’                                                                    |
| 26-6-2024                                                              | Francoforte sul Meno                                                   | Slovacchia                                                             | 1 – 1                                                                  | Romania                                                                | Euro 2024 - 1º turno                                                   | -                                                                      | 67’                                                                    |
| 2-7-2024                                                               | Monaco di Baviera                                                      | Romania                                                                | 0 – 3                                                                  | Paesi Bassi                                                            | Euro 2024 - Ottavi di finale                                           | -                                                                      | 72’                                                                    |
| 6-9-2024                                                               | Pristina                                                               | Kosovo                                                                 | 0 – 3                                                                  | Romania                                                                | UEFA Nations League 2024-2025 - 1º turno                               | 1                                                                      | 83’                                                                    |
| 9-9-2024                                                               | Bucarest                                                               | Romania                                                                | 3 – 1                                                                  | Lituania                                                               | UEFA Nations League 2024-2025 - 1º turno                               | -                                                                      | 88’                                                                    |
| 12-10-2024                                                             | Larnaca                                                                | Cipro                                                                  | 0 – 3                                                                  | Romania                                                                | UEFA Nations League 2024-2025 - 1º turno                               | -                                                                      | 72’                                                                    |
| 15-10-2024                                                             | Kaunas                                                                 | Lituania                                                               | 1 – 2                                                                  | Romania                                                                | UEFA Nations League 2024-2025 - 1º turno                               | 1                                                                      |                                                                        |
| 15-11-2024                                                             | Bucarest                                                               | Romania                                                                | 3 – 0 tav                                                              | Kosovo                                                                 | UEFA Nations League 2024-2025 - 1º turno                               | -                                                                      | 71’ 89’                                                                |
| 21-3-2025                                                              | Bucarest                                                               | Romania                                                                | 0 – 1                                                                  | Bosnia ed Erzegovina                                                   | Qual. Mondiali 2026                                                    | -                                                                      | 80’                                                                    |
| 24-3-2025                                                              | Serravalle                                                             | San Marino                                                             | 1 – 5                                                                  | Romania                                                                | Qual. Mondiali 2026                                                    | -                                                                      | 80’                                                                    |
| 7-6-2025                                                               | Vienna                                                                 | Austria                                                                | 2 – 1                                                                  | Romania                                                                | Qual. Mondiali 2026                                                    | -                                                                      | 84’                                                                    |
| 10-6-2025                                                              | Bucarest                                                               | Romania                                                                | 2 – 0                                                                  | Cipro                                                                  | Qual. Mondiali 2026                                                    | -                                                                      |                                                                        |
| Totale                                                                 |                                                                        | Presenze                                                               | 24                                                                     |                                                                        | Reti                                                                   | 5                                                                      |                                                                        |

## Palmarès

### Club

#### Competizioni nazionali
- Coppa di Romania: 1

Viitorul Costanza: 2018-2019
- Supercoppa di Romania: 1

Viitorul Costanza: 2019